# Acalypheae
Acalypheae, tribus mlječikovki, dio je potporodice Acalyphoideae.
Poznatiji rod je Ricinus, a tipični akalifa.

## Rodovi
- Acalyphoideae Beilschm.
  - Acalypheae Dumort.
    - Acalypha L.
    - Adriana Gaudich.
    - Avellanita Phil.
    - Claoxylon A.Juss.
    - Claoxylopsis Leandri
    - Cleidion Blume
    - Clonostylis S.Moore
    - Discoclaoxylon (Müll.Arg.) Pax & K.Hoffm.
    - Dysopsis Baill.
    - Erythrococca Benth.
    - Homonoia Lour.
    - Lasiococca Hook.f.
    - Leidesia Müll.Arg.
    - Lobanilia Radcl.-Sm.
    - Macaranga Thouars
    - Mallotus Lour.
    - Mareya Baill.
    - Mareyopsis Pax & K.Hoffm.
    - Mercurialis L.
    - Micrococca Benth.
    - Ricinus L.
    - Rockinghamia Airy Shaw
    - Sampantaea Airy Shaw
    - Seidelia Baill.
    - Spathiostemon Blume
    - Wetria Baill.